# Tubulipora samuelsoni
Tubulipora samuelsoni är en mossdjursart som beskrevs av Brood 1980. Tubulipora samuelsoni ingår i släktet Tubulipora och familjen Tubuliporidae. Inga underarter finns listade i Catalogue of Life.